# Centre civique à Gosselies
Le « Centre civique », est un immeuble de style éclectique construit en briques, pierre bleue et pierre blanche construit fin du XIXe siècle et situé à Gosselies, section de la ville de Charleroi.